# Dorulacos
Dorulacos est un chef du peuple celte des Boïens cisalpins, du IIe siècle av. J.-C. Il nous est connu par une mention de Tite-Live, dans l'Histoire romaine.

## Protohistoire
Selon Tite-Live, les Boïens commandés par Dorulacos, alliés aux Insubres, livrent une bataille aux Romains de L. Valérius Flaccus en 194 av. J.-C. près de Mediolanum (l'actuelle Milan).
« En Gaule, le proconsul L. Valérius Flaccus livra bataille près de Milan aux Gaulois Insubres et aux Boïens, qui, sous la conduite de Dorulatus, avaient passé le Pô pour soulever les Insubres. Il leur tua dix mille hommes. »
— Tite-Live, Histoire romaine, Livre XXXIV, 46.

## Sources et bibliographie
- Venceslas Kruta, Les Celtes, Histoire et Dictionnaire, page 579, Éditions Robert Laffont, coll. « Bouquins », Paris, 2000,  (ISBN 2-7028-6261-6)
- John Haywood (intr. Barry Cunliffe, trad. Colette Stévanovitch), Atlas historique des Celtes, éditions Autrement, Paris, 2002,  (ISBN 2-7467-0187-1)
- Bibliographie sur les Celtes